# Lajas (Cuba)
Pour les articles homonymes, voir Lajas.
Lajas est une ville et une municipalité de la province de Cienfuegos à Cuba. Elle est située dans le nord-est de la province, à 35 km à l'ouest de Santa Clara et immédiatement au sud de la Carretera Central.

## Géographie

### Situation
Lajas est à l'ouest du centre de l'île de Cuba, dans le nord de la province de Cienfuegos, 
à 241 km est-sud-est de La Havane
et 40 km nord-est de sa capitale de province Cienfuegos.

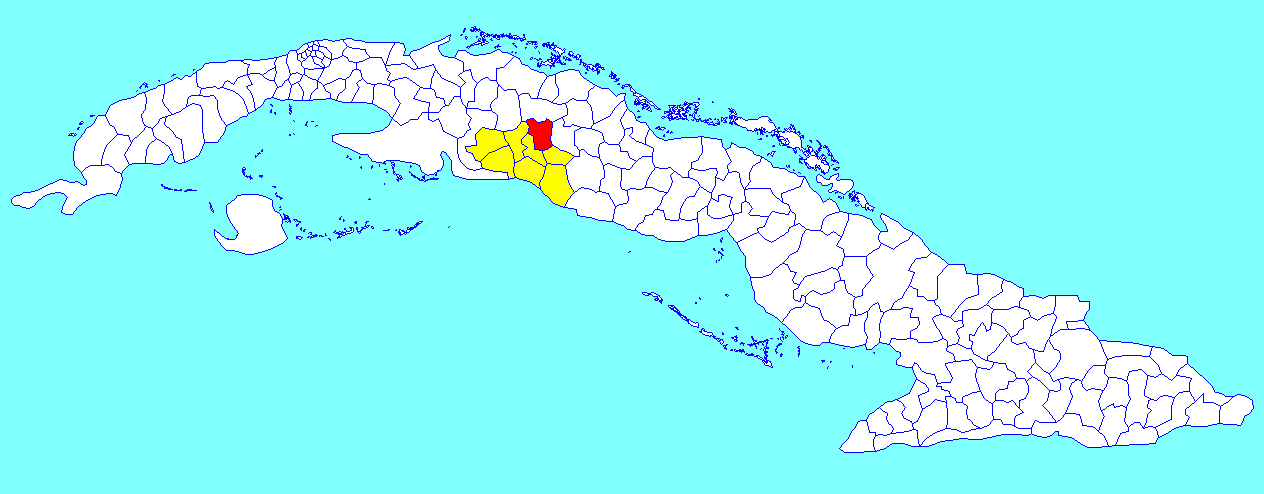
Municipalité de Lajas dans la province de Cienfuegos

### Divisions administratives
La municipalité comprend sept consejos populares :
- Lajas Norte
- Lajas Sur
- Ajuria
- Barrio Piragua
- La Modelo
- Caracas
- Ramón Balboa

## Démographie
En 2022 la population de la municipalité est estimée à 21 187 habitants. Pour une surface de 432,6 km2, la densité est de 48,97 habitants/km².
En 2004, Lajas compte 22 602 habitants. Avec une superficie de 430 km2, la densité de population est de 52,6 h/km2.